# Friedrich Carl Alwin Pockels
Friedrich Carl Alwin Pockels (Vicenza, 18 giugno 1865 – Heidelberg, 29 agosto 1913) è stato un fisico italiano naturalizzato tedesco.

## Biografia
Studiò presso l'Università di Gottinga dove conseguì il dottorato nel 1888. Dal 1900 al 1913 fu professore di fisica teorica presso l'Università di Heidelberg.
Nel 1893 scoprì che l'applicazione di un campo elettrico a determinati materiali causava una variazione nel suo indice di rifrazione. Questa variazione era approssimativamente proporzionale all'intensità del campo, con coefficiente proporzionale al ordine di {\displaystyle 10^{-10}10^{-12}V^{-1}}. Questo fenomeno viene denominato effetto Pockels.
Sua sorella Agnes Pockels (1862-1935) si interessò anche alla fisica, concentrandosi sullo studio della tensione superficiale dei liquidi.

## Opere
- Ueber den Einfluss elastischer Deformationen, speciell einseitigen Druckes, auf das optische Verhalten krystallinischer Körper, Disertación, Gotinga, 1889
- Ueber den Einfluss des elektrostatischen Feldes auf das optische Verhalten piezoelektrischer Kristalle, Gotinga, 1894
- Lehrbuch der Kristalloptik, Teubner, Leipzig, 1906